# Empire State of Mind
Empire State of Mind ist ein Lied des US-amerikanischen Rappers Jay-Z gemeinsam mit der Sängerin Alicia Keys. Es wurde erstmals am 20. Oktober 2009 veröffentlicht und erreichte in den Vereinigten Staaten und Tschechien Platz eins der Hitparaden. Es wurde als dritte Single aus Jay-Zs elftem Studioalbum The Blueprint 3 von seinem eigenen Label Roc Nation veröffentlicht. Das Lied wurde ursprünglich von den aus Brooklyn stammenden Songwritern Angela Hunte und Jane't „Jnay“ Sewell-Ulepic geschrieben. Nachdem ein Mitarbeiter der EMI Music Publishing sie dazu überredet hatte, sendeten sie das Lied dann an Jay-Z.
Anfangs war Mary J. Blige als Featuregast für den Refrain angedacht, man entschied sich dann allerdings für Alicia Keys, da ihr Gesang besser zur Klavierschleife des Titels passte. Das Lied thematisiert – zum Teil auch in Vulgärsprache – verschiedene Stadtteile New Yorks, berühmte Residenzen dort sowie den Missbrauch von Drogen.
Das Lied wurde von vielen Musikkritikern und Zeitschriften unter die zehn besten Lieder des Jahres gewählt, unter anderem auch von der New York Times und dem Rolling Stone. Es gewann in den Kategorien beste Zusammenarbeit – Rap/Gesang und bester Rap-Song zwei Grammy-Awards.
Keys veröffentlichte auf ihrem vierten Studioalbum The Element of Freedom eine Fortsetzung des Liedes mit dem Titel Empire State of Mind (Part II): Broken Down, mit dem sie laut eigenen Angaben ihre persönlichen Gefühle über New York zum Ausdruck bringen wollte.

## Hintergründe
Empire State of Mind wurde ursprünglich von den Singer-Songwritern und Produzenten Angela Hunte und Jane't „Jnay“ Sewell-Ulepic geschrieben. Hunte, geboren in Brooklyn, wuchs in demselben Gebäude auf, in dem Rapper und Hip-Hop-Künstler Jay Z lebte: in der Brooklyner State Street 560. Diese Adresse wird ebenfalls im Lied erwähnt. Die Idee zum Song kam auf einem London-Trip der beiden, bei dem sie unter starkem Heimweh litten. Hunte sagte in einem Interview:

“We said to ourselves, ‘we complain so much about New York—about the busy streets, about the crowds and the pushing, about the subway system—but I would trade that for anything right now.’ Before we left the hotel that night, we knew we would write a song about our city.”

„Wir haben uns gesagt: ‚Wir klagen so viel über New York — über die vollen Straßen, über die Menschenmassen und die Drängelei, über die U-Bahn — doch ich würde das gegen nichts eintauschen wollen.‘ Bevor wir an dem Abend das Hotel verlassen haben, wussten wir, dass wir einen Song über unsere Stadt schreiben wollen.“

Obwohl Sewell-Ulepic und Hunte das Lied lediglich schrieben, um ihre Gefühle für ihre Heimatstadt auszudrücken, schickten sie es im Monat darauf an das Label Roc Nation, in der Hoffnung, dass Jay-Z es mögen und aufnehmen würde. Als sie schließlich negative Kritiken erhielten, dachten sie zunächst, dass es nie aufgenommen werde. Im Sommer desselben Jahres jedoch hörte Jon „Big Jon“ Platt von EMI Music Publishing das Lied. Ihm gefiel das Lied und er war überzeugt, es passe perfekt zu Jay-Z.

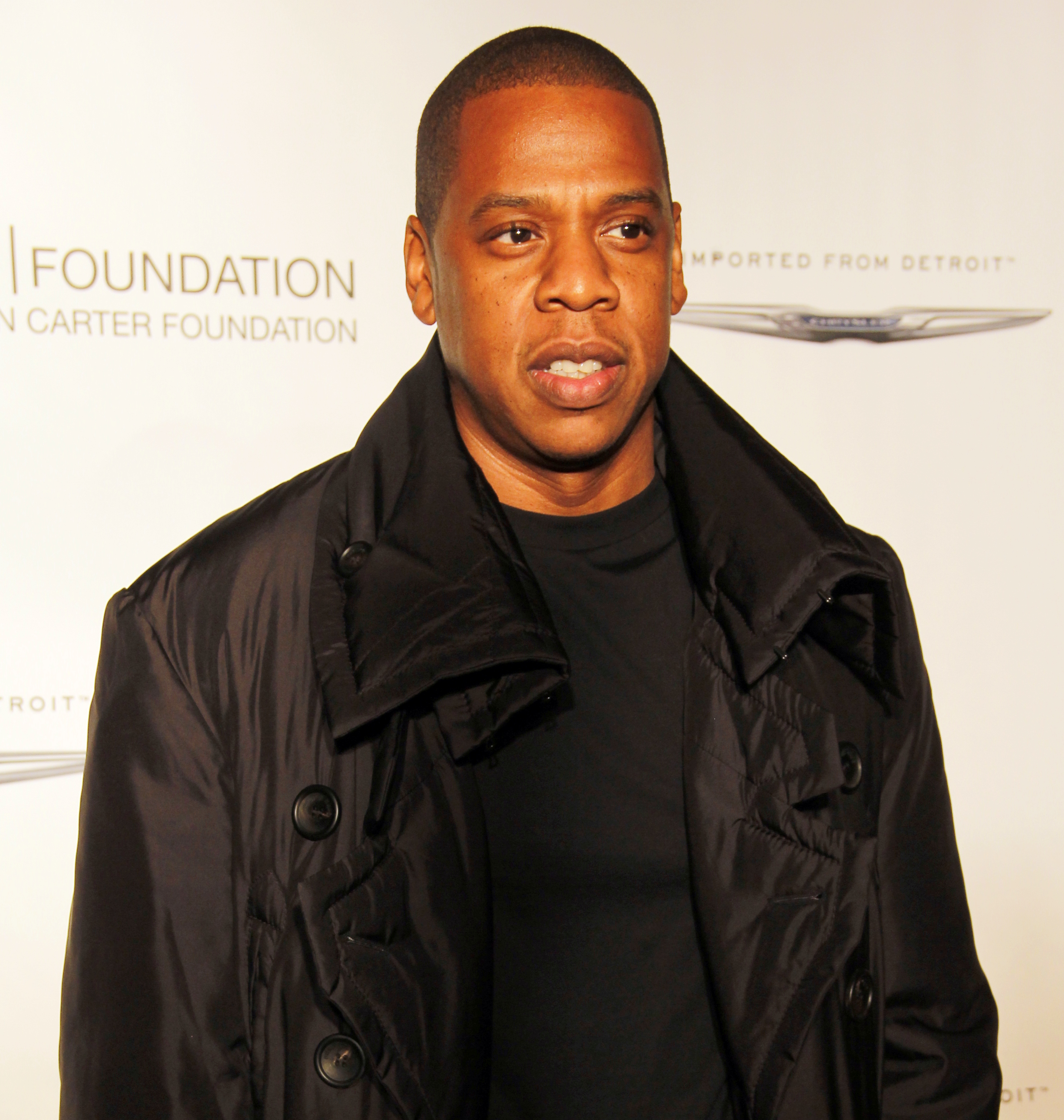
Jay-Z

Hunte und Sewell-Ulepic zögerten jedoch, da sie den Titel bereits mit negativer Resonanz mehrfach zurück erhalten hatten. Als sie das Lied jedoch noch einmal hörten, fiel eine kleine Figur von Notorious B.I.G. um, die die beiden in der Nähe des Rechners platziert hatten. Sie werteten dies als gutes Omen und schickten den Track dann doch noch zu Jay-Z. Dieser mochte den Track und soll ihn noch in derselben Nacht aufgenommen haben.
Hunte kommentierte:

“We were just so happy he wanted to honor our work and our production. Two female producers/writers, and for him as a rapper to take our song – that's not a combination you see a lot. For him to be so open-minded about it, we just couldn’t be any more grateful and thankful.”

„Wir waren so froh darüber, dass er unsere Arbeit und unsere Produktion schätzte. Zwei Produzentinnen/Songschreiberinnen und dass er als Rapper unseren Song nimmt – eine solche Kombination hat man nicht oft. Wir können nicht dankbar genug dafür sein, dass er so unvoreingenommen ist.“

Der eigentliche Song war mehr zum Singen als zum darüber Rappen gedacht. Also musste Jay-Z neue Strophen für den Song schreiben, ließ sich aber vom Originalsong inspirieren. Er wandelte die Originaltexte ab, blieb aber weiterhin beim alten Refrain des Liedes. Als Hunte und Sewell-Ulepic gefragt wurden, welcher Sänger ihrer Meinung nach am besten für den Refrain geeignet sei, antworteten sie Alicia Keys. Das war eigentlich Jay-Zs zweite Wahl, der ursprünglich Mary J. Blige fragen wollte. Doch auch er erkannte, dass Alicia Keys eine gute Wahl war und ließ sie schließlich den Refrain einsingen.
Hunte meinte dazu:

“She’s never done a record with him and she also has my same vocal tone. She made the song sound so close to the original, She just nailed it and brought it home. It was a great choice.”

„Sie hat noch nie eine Platte mit ihm gemacht und hat ebenfalls die gleiche Stimmfarbe wie ich. Sie machte das Lied dem Original so ähnlich, sie hat es einfach auf den Punkt gebracht und erfolgreich umgesetzt. Es war eine sehr gute Wahl.“

Keys schrieb auch eine neue Überleitung für Empire State of Mind.

“Obviously, I’m very grateful to [Jay-Z] for reaching out to me and for that type of ability to represent my hometown, like, that was crazy. So we went to the studio. I went to the studio, and […] I fell in love [with the song] from the jump”

„Ich bin [Jay-Z] auf jeden Fall sehr dankbar dafür, dass er auf mich zugegangen ist und mir die Möglichkeit gegeben hat, meine Heimatstadt auf diese besondere Art zu repräsentieren, das war irre. Also gingen wir ins Studio. Ich ging ins Studio und […] war von Anfang an in den Song verliebt.“

Im Dezember 2009 sagte Hunte, dass der Originaltitel früher oder später veröffentlicht werde, und fügte hinzu, dass das Original so kraftvoll sei, dass es nur eine Frage der Zeit sei, bis man es hören werde.

## Komposition
Empire State of Mind besteht aus Rap-Strophen von Jay-Z und dem Refrain, der von Keys eingesungen wurde, die als Featured Artist genannt wird. Es ist ein Hip-Hop-Song mit Einflüssen aus dem Electropop und dem Orchester-Pop. Das Stück hat auch Pop-Rap-Einflüsse und enthält einige Samples von Love on a Two-Way Street von The Moments aus dem Jahr 1970. Das Lied hat 84 bps und ist in Fis-Dur geschrieben. Es enthält außerdem eine Sequenz von F♯–C♯/B–B–F♯ als Progression. Während des Liedes wechselt Keys’ Stimmlage zudem von A♯3 zu C♯5. Stephen Dalton von The Timesg bezeichnete es als „orchestrale Rap-Ballade“, Mariel Concepcion vom Billboard als ein „einfaches Klaviermuster“.
Das Lied beginnt mit Beschreibungen von verschiedenen Bauwerken in New York, handelt danach allerdings auch von anderen Themen wie zum Beispiel dem Basketballteam der New York Knicks. Außerdem beschreibt sich Jay-Z dort auch als neuer Sinatra. Eine Textzeile im Song ist „since I made it here I can make it anywhere“ („da ich es hier geschafft habe, kann ich es überall schaffen“), die aus Frank Sinatras Hit New York, New York stammt. Die Textpassagen „the Yankee hat more famous than a Yankee can/You know I bleed blue/But I’m not a crip, though“ ist sowohl eine Anspielung auf das berühmte Baseball-Team, als auch eine Referenz an die Gang-Kultur, da dort die Crips erwähnt werden. Es geht außerdem um Drogen und Vulgärsprache wird verwendet, im Lied kommt an drei Stellen das Wort „Nigga“ vor, während Jay-Z zweimal das Wort „Shit“ benutzt. Das Lied enthält reihenweise Anspielungen auf berühmte Einwohner von New York, unter anderem Robert De Niro, Run DMC, Afrika Bambaataa und Edward Archer. Ein großer Teil der Anspielungen ist nur zu verstehen, wenn man mit Jay-Zs Lebensweg in Harlem und seinen sozialen Aufstieg bis hin nach Tribeca, in die Nachbarschaft von De Niro, vertraut ist und zudem ein Verständnis für die gang- und Hip-Hop-Kultur der Vereinigten Staaten mitbringt.

## Rezeption

### Kritiken

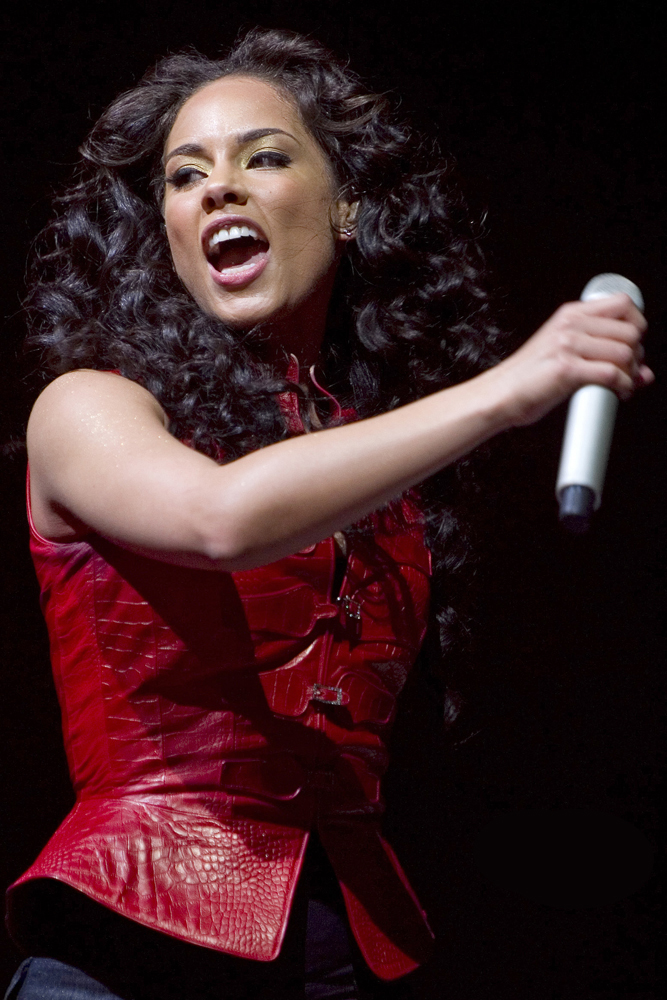
Musikkritiker lobten Alicia Keys für ihren Gesang und ihre Wirkung beim Lied.

Empire State of Mind wurde von Kritikern hochgelobt, vor allem Alicia Keys für ihren Gesang. Jon Bush von Allmusic bezeichnete das Lied als Highlight von The Blueprint 3. Er bezeichnete das Lied als „König des Crossovers“ und als „Hymne auf New York“. Auch er hob Alicia Keys Rolle in dem Song hervor. Pete Cashmore von NME beschrieb Alicia Keys Gesang als „lustvolles Brüllen“.

### Ehrungen

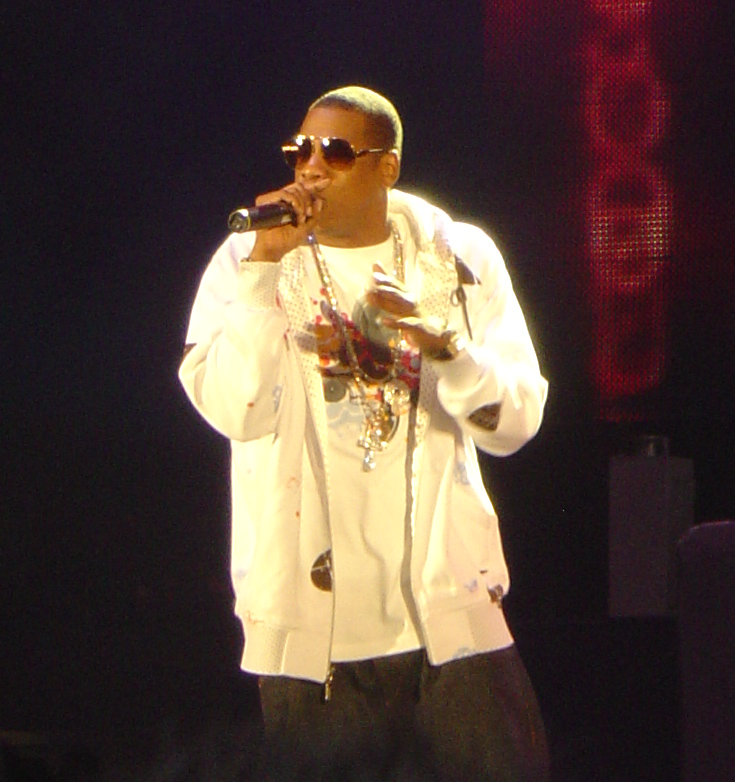
Empire State of Mind verhalf Jay-Z zu seinem ersten Nummer-eins-Hit in den USA als Hauptkünstler.

Empire State of Mind wurde in viele Bestenlisten der US-amerikanischen Musikkritiker aufgenommen. MTV bezeichnete das Lied als eines der acht besten Songs des Jahres 2009, der Rolling Stone als zweiterfolgreichstes Lied des Jahres und von The Village Voice wurde es zum besten Lied des Jahres gewählt. Jon Pareles von der The New York Times platzierte Empire State of Mind auf Platz der drei der besten Lieder des Jahres 2009.
Empire State of Mind und ein anderes Lied Jay-Zs, Run This Town, wurden bei diversen Heimspielen der New York Yankees gespielt, Jay-Z bezeichnete es als „unglaublich“, seine Lieder im Stadion der Yankees zu hören. New Yorks Bürgermeister Michael Bloomberg sagte, dass Empire State of Mind „eine der neusten Hymnen der Yankees“ werde. Bei den Grammy Awards 2010 gewann das Lied einen Grammy in den Kategorien Best Rap/Sung Collaboration und Best Rap Song. Es war außerdem in der Kategorie Record of the Year nominiert. Im Oktober 2011 platzierte NME das Lied auf Platz 13 der „150 Besten Lieder der Letzten 15 Jahre“.

## Kommerzieller Erfolg

### Chartplatzierungen
Empire State of Mind wurde weltweit ein kommerzieller Erfolg. In den Vereinigten Staaten blieb das Lied fünf Wochen auf Platz eins der Billboard Hot 100, vom 28. November bis zum 26. Dezember 2009. Es löste Owl Citys Fireflies von der Spitze ab. Für Jay-Z war es sein erster und bisher einziger Nummer-eins-Hit in den USA mit einem Lied mit ihm als Hauptkünstler, nachdem er mit 3 Liedern als Featured Artist zuvor schon die Spitze der Charts erreichen konnte. In den USA war das Lied der letzte Nummer-eins-Hit der 2000er. Laut Billboard war das Lied der fünfzehnterfolgreichste Duett aller Zeiten.
In seiner ersten Woche verkaufte sich das Lied 205.000 Mal in den USA. Fünf Monate nach seiner Veröffentlichung wurde Empire State of Mind in den Vereinigten Staaten mit einer dreifachen Platin-Schallplatte für über 3.000.000 verkauften Einheiten ausgezeichnet. Bis heute verkaufte sich das Lied dort über 4.000.000 Mal. Empire State of Mind war nach seiner Veröffentlichung in den Jahren 2009/10 55 Wochen lang ununterbrochen in den deutschen Singlecharts notiert gewesen. In den darauffolgenden Jahren entwickelte sich der Titel (bzw. die Nachfolgeversion von Alicia Keys) zu einem beliebten Lied bei Auftritten in Castingshows, wodurch der Titel immer wieder kurzzeitig in den Charts platziert war. Mit 71 Chartwochen ist Empire State of Mind das am längsten notierte Lied in den deutschen Charts von sowohl Jay-Z, als auch Alicia Keys und ist einer der größten Dauerbrenner in den deutschen Charts.
| ChartsChartplatzierungen       | Höchstplatzierung | Wochen |
| ------------------------------ | ----------------- | ------ |
| Deutschland (GfK)              | 11 (71 Wo.)       | 71     |
| Österreich (Ö3)                | 13 (60 Wo.)       | 60     |
| Schweiz (IFPI)                 | 4 (69 Wo.)        | 69     |
| Vereinigte Staaten (Billboard) | 1 (30 Wo.)        | 30     |
| Vereinigtes Königreich (OCC)   | 2 (49 Wo.)        | 49     |

| ChartsJahrescharts (2009)      | Platzierung |
| ------------------------------ | ----------- |
| Vereinigte Staaten (Billboard) | 62          |
| Vereinigtes Königreich (OCC)   | 30          |

| ChartsJahrescharts (2010)      | Platzierung |
| ------------------------------ | ----------- |
| Deutschland (GfK)              | 64          |
| Österreich (Ö3)                | 47          |
| Schweiz (IFPI)                 | 10          |
| Vereinigte Staaten (Billboard) | 21          |
| Vereinigtes Königreich (OCC)   | 78          |

### Auszeichnungen für Musikverkäufe
| Land/Region                  | Auszeichnungen für Musikverkäufe (Land/Region, Auszeichnung, Verkäufe) | Verkäufe   |
| ---------------------------- | ---------------------------------------------------------------------- | ---------- |
| Australien (ARIA)            | 3× Platin                                                              | 210.000    |
| Belgien (BRMA)               | Platin                                                                 | 30.000     |
| Brasilien (PMB)              | 3× Platin                                                              | 180.000    |
| Dänemark (IFPI)              | Platin                                                                 | 30.000     |
| Deutschland (BVMI)           | Platin                                                                 | 300.000    |
| Frankreich (SNEP)            | Gold                                                                   | 150.000    |
| Italien (FIMI)               | 2× Platin                                                              | 60.000     |
| Japan (RIAJ)                 | Gold (Downloads) · + Gold (Digital)                                    | 200.000    |
| Neuseeland (RMNZ)            | 5× Platin                                                              | 150.000    |
| Österreich (IFPI)            | Gold                                                                   | 15.000     |
| Spanien (Promusicae)         | Platin                                                                 | 60.000     |
| Südkorea (KMCA)              | —                                                                      | 429.160    |
| Vereinigte Staaten (RIAA)    | Diamant (Digital) · + 3× Platin (Mastertone)                           | 13.000.000 |
| Vereinigtes Königreich (BPI) | 3× Platin                                                              | 1.800.000  |
| Insgesamt                    | 4× Gold · 23× Platin · 1× Diamant ·                                    | 16.614.160 |

Hauptartikel: Jay-Z/Auszeichnungen für Musikverkäufe

## Musikvideo

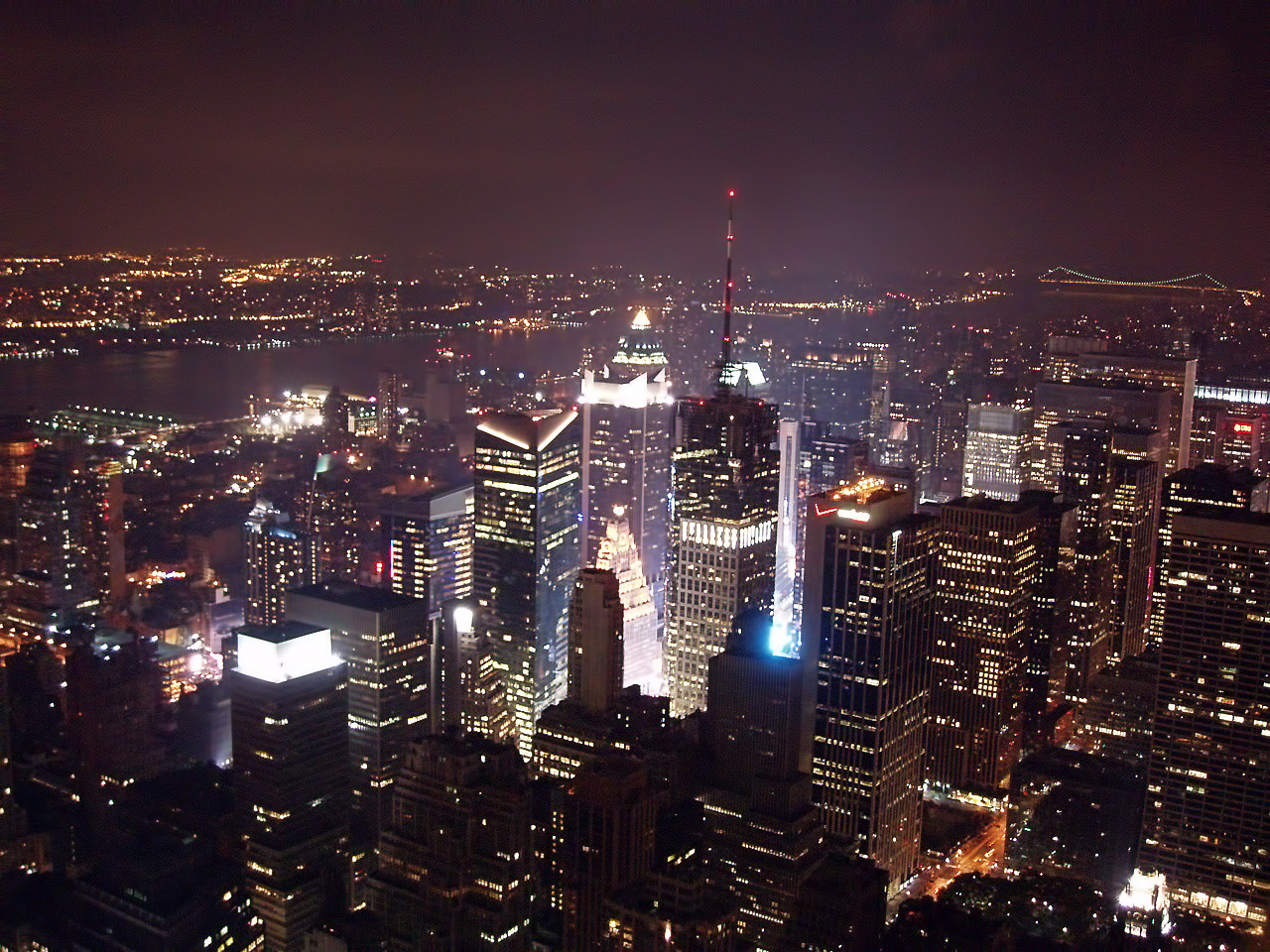
Die Skyline von New York City, welche im Musikvideo gezeigt wird.

Das Musikvideo zu Empire State of Mind wurde von Hype Williams gedreht. Das Video zeigt Schwarzweiß-Szenen der Skyline von New York City sowie farbige Szenen, in denen Jay-Z und Keys vor den Times Square auftreten. Die Dreharbeiten zum Musikvideo begannen am 29. September 2009 in Tribeca um den Ground Zero und wurde am 30. Oktober 2009 veröffentlicht. Keys lobte das Musikvideo und sagte, dass es alle Schlüsselelemente für eine Hommage an ihre Heimatstadt habe. Sie sagte zum Empire State of Mind-Musikvideo:

„Es ist ein ausgezeichnetes Musikvideo. Es zeigt das Leben in New York City. Du wirst eingeführt und verstehst es. Es ist künstlerhaft. Es ist schön. Es ist alles. Mit dem Piano in der Mitte des Times Squares zu spielen und mit Jay-Z dort zu sein ist ein Triumph. Es war unglaublich. […] Du musst die Skyline sehen, sonst ist es nicht New York City, dasselbe auch beim Empire State Building. Das ist was New York ist. Hier siehst du New York. Es ist schön.“

### Inhalt
Das Musikvideo beginnt mit schwarzweißen Bildern von verschiedenen Ortschaften in New York City. Diese Bilder werden mit einer Szene von Jay-Z unterbrochen. Er rappt das Lied auf der Straße vor einem Hochhaus. Später rappt Jay-Z Empire State of Mind in verschiedenen Ortschaften mit weiteren Outfits.
Nachfolgend sieht man die schwarzweißen Clips von Keys, welche ein schwarzes Shirt und schwarze Lederjeans trägt. Sie spielt das Lied mit einem Yamaha-Piano und singt ihren Teil auf einer stark befahrenen Straße in der Nacht. Keys Auftritt wird anschließend mit den Skyline-Szenen unterbrochen, man sieht das Yankee Stadium, die New York Police und NYPD-Autos und -Logos. Keys und Jay-Z tragen in der Nacht beide Sonnenbrillen. Am Ende des Musikvideo rappen und singen beide Interpreten das Lied vor dem Times Square, wo Keys in die Kamera posiert.
Jay-Zs Lifestyle-Blog veröffentlichte auch ein alternatives Musikvideo, in welchem diverse Supermodels einen Auftritt haben.

## Liveauftritte
Empire State of Minds sangen Jay-Z und Alicia Keys erstmals live bei dem „Answer the Call“-Benefizkonzert im Madison Square Garden am 11. September 2009. Alle Ticketeinnahmen des Konzerts gingen an die New York Police und Fire Widows and Children’s Fund. Beide Interpreten sangen das Lied auch bei den MTV Video Music Awards (MTV VMAs) am 13. September 2009. Shaheem Redi von MTV News sagte zum Auftritt: „Their set was elegant and ’hood at the same time, and it was such a powerful moment“. Ryan Brockington von New York Post schrieb: „alicia’s buttery voice and Jay-Z’s impeccable stage presence made for an audio adrenaline overload“ und platzierte den Auftritt auf Platz 6 der besten Auftritte bei den MTV VMAs.
Jay-Z hätte „Empire State of Mind“ mit Keys während der Eröffnung der Baseball World Series Anfang Oktober 2009 aufführen sollen, aber aufgrund schlechten Wetters wurde es abgesagt. Also spielten sie den Song letztlich live im Yankee-Stadion vor Spiel 2 der 2009 World Series in der Mitte vom Oktober. Jayson Rodriguez von MTV News kommentierte die Performance, „If the Yankees were looking to change their tune heading into Game 2 of the World Series, they couldn’t have picked better musical guests.“ Bei den meisten Live-Aufführungen des Liedes wird die vorkommende Vulgärsprache miteinbezogen; beim Baseballspiel jedoch wurde sie weggelassen. Am 5. November 2009 sangen Jay-Z and Keys Empire State of Mind bei den MTV Europe Music Awards (EMAs) in Berlin vor einem großen New Yorker Stadtbild. Jay-Z und Keys sangen den Song auch nach dem World-Series-Gewinn der Yankees bei der Zeremonie in der New York City Hall am 6. November 2009.
Jay-Z and Keys hatten einen Auftritt mit dem Lied bei den American Music Awards (AMAs) am 22. November 2009. Sie begannen mit Frank Sinatras „New York, New York“. Am Ende des Stückes gingen Jay-Z und Alicia Keys mit einem großen Schild mit dem Text „I love you“ („ich liebe dich“) vorne auf die Bühne. Am 29. November sang Keys den Refrain des Songs und zwei weitere ihrer Lieder, Doesn’t Mean Anything und No One, in der sechsten Staffel der Fernsehsendung The X Factor. Während einer von Keys’ „Freedom Tours“-Konzerte kam Jay-Z auf die Bühne, um mit ihr das Lied vor Bildern von New York, die in der ganzen Arena zu sehen waren, aufzuführen. Jay-Z trat mit dem Lied auch unter anderem bei Saturday Night Live am 9. Mai 2010 auf.

## Nachwirkung
Im Januar 2010 plante Keys, im darauffolgenden Monat eine zweite Version von Empire State of Mind zu veröffentlichen. Das Lied mit dem Titel Empire State of Mind (Part II) Broken Down erschien schließlich auf Keys viertem Album The Element of Freedom. Die ursprüngliche Version, Empire State of Mind Part 2, enthielt ursprünglich Gesang von Keys und Rap von Jay-Z. Zu ihrer Aufnahme sagte Keys: „Die Musik ist wirklich stark und die Drums sind sehr aggressiv, aber meine Stimme ist verletzlich und zart.“

„Ich wollte definitiv meine Version mit meiner eigenen Vision über New York City veröffentlichen. Ich wollte es für meinen Stil tun – mehr abgebaut, mehr auf Klavier, Stimme und mehr Intimität – das ist, was ich getan habe. Ich stellte mir vor ‚Wenn ich fähig wäre, dieses ganze Lied zu singen, wie würde ich es tun?‘ Also habe ich mich einfach an mein Klavier gesetzt und fing an, mit meiner Art über New York zu singen, wie ich es sehe, was sich als großartig herausstellte.“

Empire State of Mind (Part II) Broken Down wurde von Kritikern gelobt. Das Lied wurde zwar nicht so erfolgreich wie Empire State of Mind, platzierte sich in den britischen Charts doch auf Platz 4. In den amerikanischen Billboard Hot 100 platzierte sich das Lied auf Platz 55, ohne jemals offiziell veröffentlicht worden zu sein.
In den Jahren darauf entwickelte sich die Version von Alicia Keys zu einem sehr beliebten Song bei Auftritten in Castingshows. Dadurch gelang das Lied (sowie die Version mit Jay-Z) immer wieder in die Charts und platzierte sich in Deutschland bisher 53 Chartwochen (Stand März 2024).
| ChartsChartplatzierungen       | Höchstplatzierung | Wochen |
| ------------------------------ | ----------------- | ------ |
| Deutschland (GfK)              | 35 (53 Wo.)       | 53     |
| Österreich (Ö3)                | 55 (6 Wo.)        | 6      |
| Schweiz (IFPI)                 | 19 (27 Wo.)       | 27     |
| Vereinigtes Königreich (OCC)   | 4 (56 Wo.)        | 56     |
| Vereinigte Staaten (Billboard) | 55 (1 Wo.)        | 1      |

| ChartsJahrescharts (2010)    | Platzierung |
| ---------------------------- | ----------- |
| Vereinigtes Königreich (OCC) | 13          |

## Coverversionen

### Newport (Ymerodraeth State of Mind)
Eine der Coverversionen war der Song Newport (Ymerodraeth State of Mind), der nicht von New York, sondern von der kleineren walisischen Stadt Newport handelt (Ymerodraeth ist walisisch für englisch empire). Diese Version wurde von MJ Delaney produziert und von Alex Warren gerappt und Terema Wainwright gesungen. Delanley meinte einige Tage nach der Veröffentlichung: “I hope Jay-Z and Alicia get to see the video as long as their publishing people don’t force us to take it offline. It’s only tongue in cheek.” (deutsch: „Ich hoffe, dass es Jay-Z und Alicia sehen, bevor ihre Verwalter uns dazu zwingen, es wieder zu entfernen. Es ist nur eine kleine Parodie.“) Die Mitwirkenden wurden eingeladen, im Fernsehen zu erscheinen und in regionalen Zeitschriften wurde über sie berichtet. Deswegen wurden sie in Wales sogar zur Neueröffnung der Newport Transporter Bridge eingeladen. Das Musikvideo erreichte Viral-Status, nachdem es innerhalb von drei Tagen fast eine Million Mal angesehen wurde. Im August 2010 hatte es dann fast 3,5 Millionen Aufrufe. Im Juli trafen sich Warren und Wainwright mit Leuten von Universal Records, um darüber zu diskutieren, ob Newport (Ymerodraeth State of Mind) als eine eigenständige Single veröffentlicht werden sollte. Allerdings gaben die 7 Co-Texter von „Empire State of Mind“ nicht die Erlaubnis dazu, woraufhin das Video am 10. August entfernt wurde.

### Glee
Unter anderem wurde das Lied auch von der Fernsehserie Glee in der ersten Folge der zweiten Staffel gecovert. Dort singt es der William McKinley High School Glee Club in der Hoffnung, Aufmerksamkeit erregen zu können. MTVs Kyle Anderson sagte, dass die Performance „jede Unbeholfenheit entschuldigte“. Aly Semigran, ebenfalls von MTV, berichtete, dass bei dem Lied die Seriosität zu wünschen übrig lasse. Keys selbst hielt das Lied allerdings für amazing (toll). Lisa de Moraes von The Washington Post meinte, dass die Interpretation „vielleicht etwas zu sehr versucht“ wirke. Tom Stack von Entertainment Weekly gab eine sehr positive Kritik, bewertete es mit der Bestnote A und meinte, es sei „spectacular“ und „elating“ („spektakulär“ und „begeisternd“). Die Version erreichte direkt Platz 21 der Billboard Top 200 und konnte außerdem Platz 20 der australischen Charts erreichen.

### The Sweet
Andy Scott’s Sweet veröffentlichte 2012 auf dem Album New York Connection ein Cover des Songs New York Groove, in welchem sie den Refrain von Empire State of Mind samplen.